# Rygge
Rygge és un municipi situat al comtat d'Østfold, Noruega. Té 15.458 habitants (2016) i té una superfície de 74 km². El centre administratiu del municipi és el poble homònim. Rygge va ser establert com a municipi l'1 de gener de 1838.
L'emblema de Rygge és la flor de Pasqua. Rygge està connectat a Oslo de ferrocarril de doble via, i amb autopista de quatre carrils. El municipi és servit per l'aeroport de Moss-Rygge.

## Informació general

### Nom
El municipi (originalment una parròquia) va ser nomenat per una antiga granja anomenada Rygge, atès que la primera església es va construir allà. La forma en nòrdic antic del nom és desconeguda (els antics manuscrits de 1353-1528 utilitzen la forma "Ryg(g)jof"). Una reconstrucció possible (encara que incerta) és Rýgjuhof. El primer element podria ser el cas genitiu de rýgja, una forma de rýgr que significa "senyora o dama". (Com ylgja a ylgr, les dues formes que signifiquen 'lloba'.) L'últim element és probablement hof que significa "temple". Si això és correcte llavors la paraula rýgja probablement es refereix a la deessa Freia, atès que el significat de la paraula Freia també és 'dama'.

### Escut d'armes
L'escut d'armes és modern. Se'ls hi va concedir el 30 de novembre de 1984. L'escut mostra un esperó d'or sobre un fons vermell. Un esperó com aquest es trobava a la zona a l'època dels vikings. És un dels majors objectes d'or que es va trobar alguna vegada a Noruega i, per tant, va ser escollit per a simbolitzar el municipi.

## Militar
L'estació aèria de Rygge substitueix un camp d'aviació temporal construït per les forces nazis durant la Segona Guerra Mundial. El camp d'aviació contemporània, al nord-est de l'autopista i el tren principal estan situats a Rygge i al municipi veí de Råde. Va ser construït entre els anys 1952-1954 i fins fa poc era un dels més grans establiments de la Reial Força Aèria Noruega. L'ús militar de la pista d'aterratge està ara molt més reduït. Un terminal aeri civil és l'aeroport de Moss-Rygge, que es va obrir a principis del 2008.